# Sébastien Serrière
Pour les articles homonymes, voir Serrière (homonymie).
 (juillet 2014).
 (janvier 2018).
Sébastien Serrière, né le 9 septembre 1972 à Vittel (Vosges), est un cycliste handisport français,. 
Gravement accidenté sur la route en 1997, il est amputé de son pied gauche ainsi que d'une partie de son mollet et subit une perte musculaire au niveau de la hanche droite. Titulaire également d'une licence d'histoire médiévale, il intègre l'équipe de France de cyclisme handisport en 1998. Son palmarès comporte un titre de champion d'Europe sur route en 2001 à Neuchâtel en Suisse, une troisième place au championnat du monde sur route en 2007 à Bordeaux, quatre titres de champion de France route, trois sur piste et un en contre-la-montre. Il termine aussi troisième aux Jeux panaméricains à Cali en Colombie et participe aux Jeux Paralympiques de Sydney 2000 et Athènes 2004. Il travaille par ailleurs en tant que conseiller dans une agence Pôle emploi,,.
| Championnat de France 1998 piste Auxerre     | 1 |  |   |
| Championnat de France Route 2001 Crossac     | 1 |  |   |
| Championnat d'Europe route 2001 Neuchâtel    | 1 |  |   |
| Championnat de France 2004 CLM               | 1 |  |   |
| -------------------------------------------- | - |  | - |
| Championnat de France 2006 Bayeux            | 1 |  |   |
| Championnat de France piste 2006             | 1 |  |   |
| Championnat de France piste 2007 Lyon        |   |  |   |
| Championnat du Monde 2007 Route Bordeaux     |   |  | 3 |
| Jeux Panaméricains route Cali                |   |  | 3 |
| Championnat de France route 2009 Pontchateau | 1 |  |   |
| Championnat de France route 2010             | 1 |  |   |